# الهيكل الثالث

رسم الهيكل حسب رؤية النبي حزقيال الواردة في الأصحاح 40-47 من سفر حزقيال في الكتاب المقدس

منذ تدمير هيكل هيرودوس، أي الهيكل الثاني بعد هيكل سليمان، في سنة 70 للميلاد على يد الجيش الروماني بقيادة تيطس، يدعو اليهود في صلواتهم أن يعيد الله بناء الهيكل ثالثاً في أورشليم، أي القدس. أصبح هذا الدعاء جزءا لا يتجزأ من «صلاة البركات الثماني عشرة» المتكررة ثلاث مرات في اليوم حسب الشريعة اليهودية:
«وإلى أورشاليم مدينتك لِتعدْ وتسكنْ فيها كما وَعَدْتَ، وعمـّرْها قريباً في أيّامنا عمراناً دائماً، ولتعدّ عرش داود عبدك داخلها في القريب العاجل.»
"اِرْضَ أيّها الربّ إلهنا بشعبك إسرائيل واستجبْ صلاتهم، وأعدْ العبادة إلى محراب بيتك، ولتقبلْ أناس إسرائيل وصلاتهم عجلةً ومحبـّةً، ولترضَ دائماً بعبادة إسرائيل شعبك."

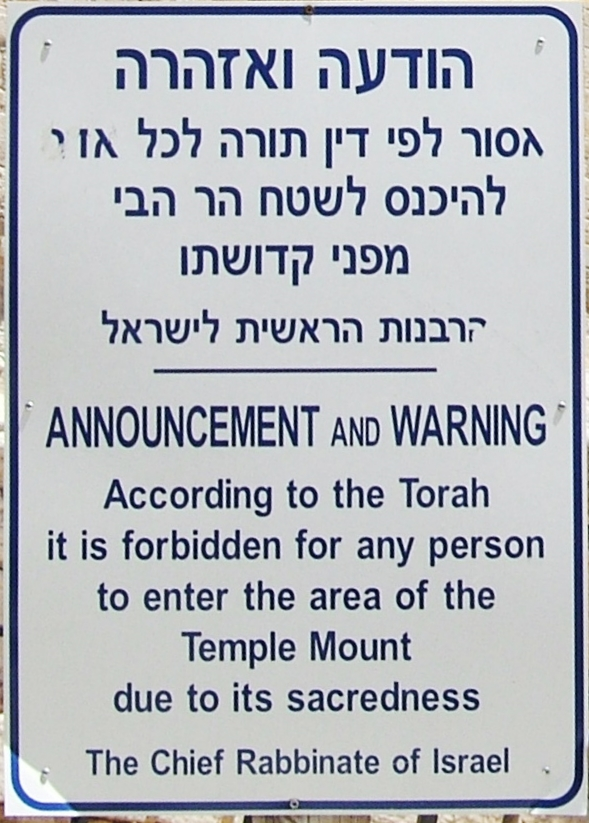
يافتة نصبها مجلس الحاخامين الرئيسي في إسرائيل في مدخل الحرم القدسي يقال فيها: "بيان وتحذير: حسب شريعة التوراة يـُحظر على كل إنسان الدخول إلى ساحة جبل الهيكل لقدسيته"

مع أن السعي إلى بناء الهيكل مجددا يعتبر واجبا على كل يهودي، خاصة في المذاهب اليهودية الأرثودوكسية، يختلف اليهود على شرعية السعي إلى بنائه عمليا. يشير الرأي الشائع لدى الحاخامين اليهود إلى واجب كل يهودي أن يصلي من أجل بناء الهيكل الثالث ولكنه من المحظور القيام بأعمال لبنائه وحتى يحظر أغلبية الحاخامين الزيارة إلى جبل الهيكل، أي الحرم القدسي، لاعتبارها خرقا لقدسية المكان ما زال الهيكل خربا. من جهة أخرى هناك مجموعات يهودية خاصة من الحركات اليمينية في إسرائيل والولايات المتحدة تعتبر بناء الهيكل الثالث واجبا عمليا. من أشهر هذه المجموعات هي حركة أمناء جبل الهيكل التي يتظاهر أفرادها قبال أبواب الحرم القدسي في بعض الأعياد اليهودية مطالبين ببداية بناء الهيكل الثالث. كذلك أقيم في 1988 «معهد الهيكل» الذي يبحث إمكانيات عملية لاستئناف العبادة في هيكل مستقبلي. في أبريل 1984 قبض المخابرات الإسرائيلية على مجموعة يهودية قام أفرادها بأعمال إرهابية ضد فلسطينيين واعترفوا ضمن التحقيق معهم في إعداد خطة لتفجير المساجد في الحرم القدسي كخطوة لبناء الهيكل الثالث. تحظر الشرطة الإسرائيلية على اليهود الدخول إلى الحرم القدسي الآداء الصلاة أو الطقوس الدينية وتسمح بزيارات سياحية فقط.